# Masaaki Sakai
Masaaki Kurihara (栗原 正章 Kurihara Masaaki?,  Setagaya, Tokio, 6 de junio de 1946), mejor conocido bajo su nombre artístico de Masaaki Sakai (堺 正章 Sakai Masaaki?), es un popular actor, cantante, comediante y tarento japonés. Como actor, es principalmente conocido por protagonizar la serie de televisión Saiyūki desde 1978 a 1980.

## Biografía

### Primeros años
Kurihara nació el 6 de junio de 1946 en el barrio de Setagaya, Tokio, como el hijo mayor del actor y comediante Shunji Sakai. A pesar de haber nacido en junio, su padre no le registró en el registro civil sino hasta dos meses después, por lo que su fecha de nacimiento figura como el 6 de agosto. Debutó a la edad de cinco años, en 1951. En 1962, mientras aún asistía a la escuela secundaria, Sakai se unió al grupo musical The Spiders junto a Hiroshi Kamayatsu y Katsuo Ohno. The Spiders fue popular a lo largo de la década de 1960; lanzaron varios sencillos exitosos y numerosas películas utilizaron su música como soundtrack.

### Carrera

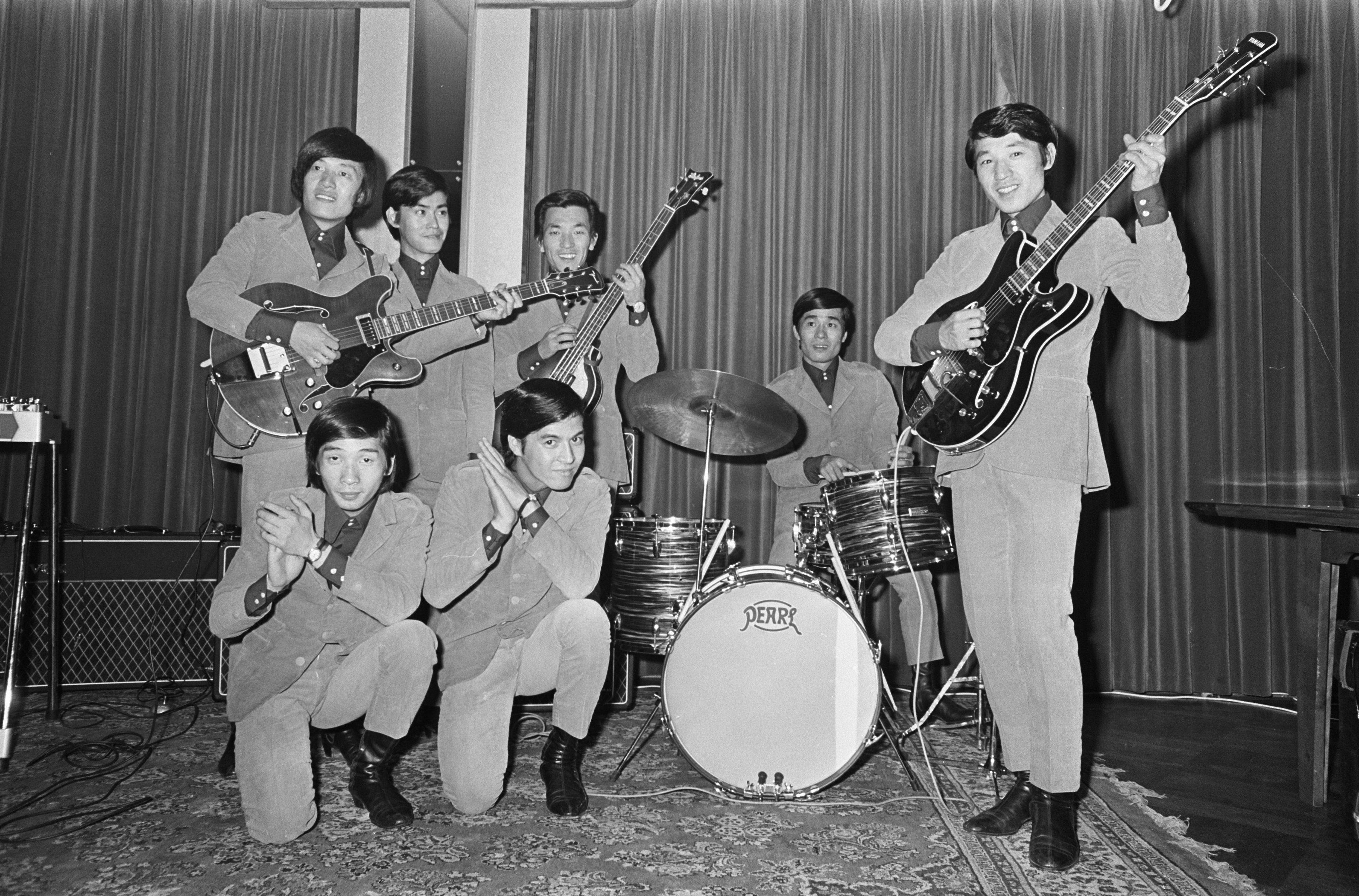
The Spiders en 1966. Sakai aparece primero a la derecha.

Desde 1978 a 1980, Sakai interpretó papel principal de Sun Wukong en la serie de televisión Saiyūki. Dicho programa le ganó fama en numerosos países de habla inglesa a principios de la década de 1980, cuando fue doblado por la BBC y retitulado como Monkey. Debido a su fama interpretando al mítico personaje de Sun Wukong, Sakai creó un baile llamado "The Monkey", el cual fue fudor en Japón. Sakai llevó a cabo una exitosa carrera en solitario después de que The Spiders se disolviera en 1970, y continuó actuando en películas y series de televisión.
En 1999, formó la banda Sans Filtre junto a dos excompañeros de The Spiders, Hiroshi Kamayatsu y Takayuki Inoue. El grupo lanzó su primer álbum, Yei Yei, en 2000.
Sakai es bien conocido por ser un entusiasta de los automóviles y regularmente participó en la carrera anual Mille Miglia en Italia, con su esposa como copiloto. Ganó una carrera similar en Japón el 18 de octubre de 2000, conduciendo un Cisitalia 202 MM de 1947 con Takayuki Inoue como copiloto. Debido a sus actividades profesionales, Sakai abandonó las carreras en 2002 y obsequió su auto de carrera Alfa Romeo a Masahiko Kondō, quien también es cantante y un apasionado por las carreras. Sakai también es un arquero aficionado.

## Vida personal
Sakai ha estado casado en tres ocasiones y se divorció dos veces. Su matrimonio con su primera esposa duró entre 1974 a 1980. En 1989, contrajo matrimonio con la modelo Miri Okada, con quien tuvo dos hijas, Kikuno (n. 1990) y Koharu (n. 1994). Koharu también ha incursionado como actriz. Sakai y Okada se divorciaron en 2001. En 2011, anunció su matrimonio con su tercera esposa. Sakai es partidario activo de organizaciones benéficas contra el VIH. 